# Simulator
Een simulator is een instrument waarmee de gebruiker in een nagebootste werkelijkheid kan oefenen of onderzoeken zonder zich daadwerkelijk in die situatie te bevinden. Een algemeen bekende vorm is bijvoorbeeld een vluchtsimulator (of vliegsimulator) waarin een piloot getraind kan worden voor routinehandelingen, maar ook voor calamiteiten. Grote voordelen van het gebruik van simulators zijn dat levensgevaarlijke en/of peperdure situaties risicoloos nagebootst kunnen worden.
Bij een simulator is het belangrijk dat alle zintuigen van de gebruiker op de juiste manier beïnvloed worden. Dit wordt gedaan door beelden te projecteren rondom de gebruiker, door het gevoel op te wekken dat er krachten op zijn voertuig of zijn instrumenten uitgeoefend worden. Ook wordt het gehoor beïnvloed door geluiden van machines, beweging en dergelijke na te bootsen. Een belangrijk onderdeel van de simulator is dat de gebruiker bekend is in de nagebootste situatie. De externe geluiden en bewegingen moeten kloppen met de werkelijkheid, maar de bediening en het instrumentarium moet ook kloppen met de werkelijkheid.
Om de simulator te bedienen en de training of onderzoek te begeleiden is een operator aanwezig. De operator kan de simulatie beïnvloeden, maar speelt vaak ook een actief rollenspel om de communicatie met de gebruiker realistisch te houden.

## Typen simulators

### Vluchtsimulator
Het bekendste voorbeeld van een simulator is een vluchtsimulator (of Flightsimulator). Deze simulator bestaat uit een nagebouwde cockpit met daaromheen een projectie van de wereld gezien vanuit de cockpit. De operator kan op allerlei manieren ingrijpen, eenvoudige wijzigingen in het weer, maar ook grote calamiteiten zoals het uitvallen van één of meerdere motoren.

### Scheepssimulator
Voor het opleiden van scheepsbemanningen, maar ook voor het doen van onderzoek naar nieuwe havens en nieuwe schepen wordt gebruikgemaakt van scheepssimulators (of brugsimulators). Het bekijken van een nieuwe haven op de computer is uiteraard vele malen goedkoper dan eerst een haven bouwen en daarna aanpassen. Tegenwoordig worden dan ook aanpassingen aan havens en bruggen vaak eerst nagebootst in een simulator. Als de nieuwe situatie dan ook in moeilijke gevallen bruikbaar blijkt te zijn wordt de aanpassing ook in het echt gedaan.
Bemanningen van passagiersschepen, olietankers en schepen met andere gevaarlijke of kostbare ladingen trainen op simulators om voorbereid te zijn op calamiteiten zonder de lading of het milieu in gevaar te brengen.

### Treinsimulator
Treinbestuurders krijgen ook een opleiding op simulatoren. De NMBS heeft twee grote simulatoren (in Mechelen en Salzinnes). Hierin wordt de stuurpost volledig gesimuleerd, inclusief de bewegingen en geluiden van de trein. Er zijn ook een aantal kleinere simulatoren aanwezig in o.a. Antwerpen en Hasselt. In beide gevallen worden ze gebruikt om uitzonderlijke situaties te simuleren, eerder dan een bestuurder op te leiden in het besturen zelf. Dit gebeurt in echte treinen, aangezien realistische rijomstandigheden moeilijk te simuleren zijn.

### Autosimulator
Voor het trainen voor het rijbewijs, maar ook om bijvoorbeeld onderzoek te doen naar alcohol in het verkeer, bestaan autosimulators. Deze simulator bestaat uit een autostoel met daarbij de behorende bedieningsorganen. Voor de simulator staat een projectie van de wereld gezien vanuit de auto. De gehele simulatie is computergestuurd. Een dergelijk onderzoek naar effecten van alcoholgebruik kan om ethische redenen niet in het echt plaatsvinden. Het is een misverstand dat een aspirant automobilist en/of bus/truckchauffeur ook volledig kan leren rijden in een simulator. Met name haakse bochten, rotondes en manoeuvreren komen niet overeen met de werkelijkheid. De oorzaak hiervan is dat het gesimuleerde beeld niet 3-dimensionaal maar tweedimensionaal weergegeven wordt. Een simulator is dan ook vooral geschikt voor het trainen van mensen die hun rijbewijs al hebben, onder meer automobilisten en beroepschauffeurs, deze kunnen de link met de werkelijkheid beter leggen. Zogenaamde "bewustwordingstrainingen" met een simulator waar oorzaak/gevolg situaties behandeld worden vallen bij het OV- en Beroepsgoederenvervoer in goede aarde vanwege de resultaten. Ook voor wetenschappelijk onderzoek van "de mens achter het stuur" in verschillende situaties is een simulator bij uitstek geschikt. Voorwaarde is dan wel dat een dergelijke simulator voorzien is van wetenschappelijke software. De reguliere autosimulators zijn hier doorgaans niet van voorzien. In Nederland zijn zowel auto- als trucksimulators actief op verschillende locaties. Daarnaast is er een mobiele truck/bussimulator actief die voorzien is van software voor wetenschappelijk onderzoek.
Verder bestaat er software, bijvoorbeeld CARLA, waarmee verkeerssituaties gesimuleerd kunnen worden ten behoeve van het trainen of evalueren van computersystemen voor zelfrijdende auto's.

### Kraansimulator
In bijvoorbeeld de Rotterdamse haven wordt gebruikgemaakt van simulatoren om mensen te trainen in het gebruik van straddlecarriers en havenkranen.

### Chirurgische simulator
Ook chirurgen kunnen een moeilijke operatie eerst oefenen op een simulator. Hierbij worden instrumenten gebruikt die precies de kracht nabootsen die de chirurg normaal zou ondervinden als hij in een bepaald weefsel werkt.

### Spellen
Er zijn ook computerspellen die simulator genoemd worden, voorbeelden zijn Euro Truck Simulator 2, American Truck Simulator, Microsoft Flight Simulator, Train Simulator, Ship Simulator en BeamNG.drive.